# Gavin Cumberbatch
Gavin Cumberbatch, né le 25 juillet 1972, est un joueur de squash représentant la Barbade. Il est champion de la Barbade à 5 reprises entre 2000 et 2015 et champion des Caraïbes à trois reprises en 2007.

## Biographie
Il vient d'une famille de joueurs de squash avec ses trois frères Rhett, Bryant et Khamal cumulant plus de 50 titres nationaux en junior et cinq titres nationaux senior
.

## Palmarès

### Titres
- Championnats des Caraïbes: 2007
- Championnats de la Barbade : 5 titres(2000, 2009, 2012, 2013, 2015)